# Dachauer Straße
Die Dachauer Straße ist mit 11,24 km Länge die längste Straße Münchens und trägt ihren Namen als Verbindungsstraße zum Schloss Dachau. Im Norden Münchens ist sie Teil der Bundesstraße 304.

## Verlauf
| PLZ   | ungerade Hausnummern | gerade Hausnummern | Stadtbezirk            |
| ----- | -------------------- | ------------------ | ---------------------- |
| 80335 | 3–155                | 2–98b              | Maxvorstadt            |
| 80636 | 157–181              | 100–114            | Neuhausen-Nymphenburg  |
| 80637 | 185–267              | 122–128            | Neuhausen-Nymphenburg  |
| 80637 | 275–287              | 140–146            | Moosach                |
| 80992 | 293–441              | 164–288a           | Moosach                |
| 80993 | 447–543              | 294–380            | Moosach                |
| 80995 |                      | 542 und höher      | Feldmoching-Hasenbergl |
| 80995 | 641 und höher        |                    | Allach-Untermenzing    |

Die Dachauer Straße beginnt heute als gleisführende Straße der Trambahnlinien 20 und 21 nördlich des Bahnhofsplatzes im Stadtbezirk Maxvorstadt. Bis 1877 war der südliche Teil der heutigen Dachauer Straße bis Höhe Marsstraße noch Teil der Schützenstraße. Ab der Hirtenstraße dient die Dachauer Straße dann auch zur Nutzung durch den Kraftwagenverkehr, bis zur Elisenstraße als einspurige Einbahnstraße und danach bis zum Stiglmaierplatz mit zwei gegenläufigen Fahrspuren. Ab dem Stiglmaierplatz nimmt sie den aus südlicher Richtung kommenden mehrspurigen Straßenverkehr der dort endenden Seidlstraße auf und führt von dort an meist beidseitig zweispurig durch den Stadtbezirk Neuhausen-Nymphenburg, kreuzt dort den Leonrodplatz und führt auf Höhe des Olympiaparks unter der Landshuter Allee (Mittlerer Ring) hindurch in den Stadtbezirk Moosach. Dort kreuzt sie am Übergang des Wintrich- mit dem Georg-Brauchle-Ring und wird an der Kreuzung mit der Bauberger- und der Pelkovenstraße wieder beidseitig einspurig. Dort verlässt die Trambahn-Trasse die Dachauer Straße nach Westen zum nahe gelegenen Moosacher Bahnhof. Die Straße wird etwas weiter nördlich in Feldmoching-Hasenbergl nach einem Knick unterhalb der Gleisanlagen des DB-Rangierbahnhofs in westlicher Richtung als mehrspurige Straße Teil der Bundesstraße 304. In diesem Knick schließt von Osten her die Max-Born-Straße, die den weiteren Verlauf der Bundesstraße 304 bildet. Die Dachauer Straße führt dann in nordwestlicher Richtung über die Gleisanlagen und die A 99 bis zur Stadt- bzw. Kreisgrenze, wo sie in Karlsfeld unter der Bezeichnung Münchner Straße fortgesetzt wird.
Der nördliche Straßenverlauf der Dachauer Straße wurde im Laufe der Zeit verändert. Im damaligen Dorf Moosach verlief die alte Dachauer Straße seit Mitte des 12. Jahrhunderts auf der Linie der heutigen Darmstädter, Batzenhofer- und Quedlinburger Straße und erhielt dort den geradlinigen Verlauf erst Mitte des 18. Jahrhunderts. Durch den Bau des Rangierbahnhofs München-Nord zwischen 1987 und 1991 wurde die Straßenführung über die Gleisanlagen nochmals um 400 m nach Westen verlegt.

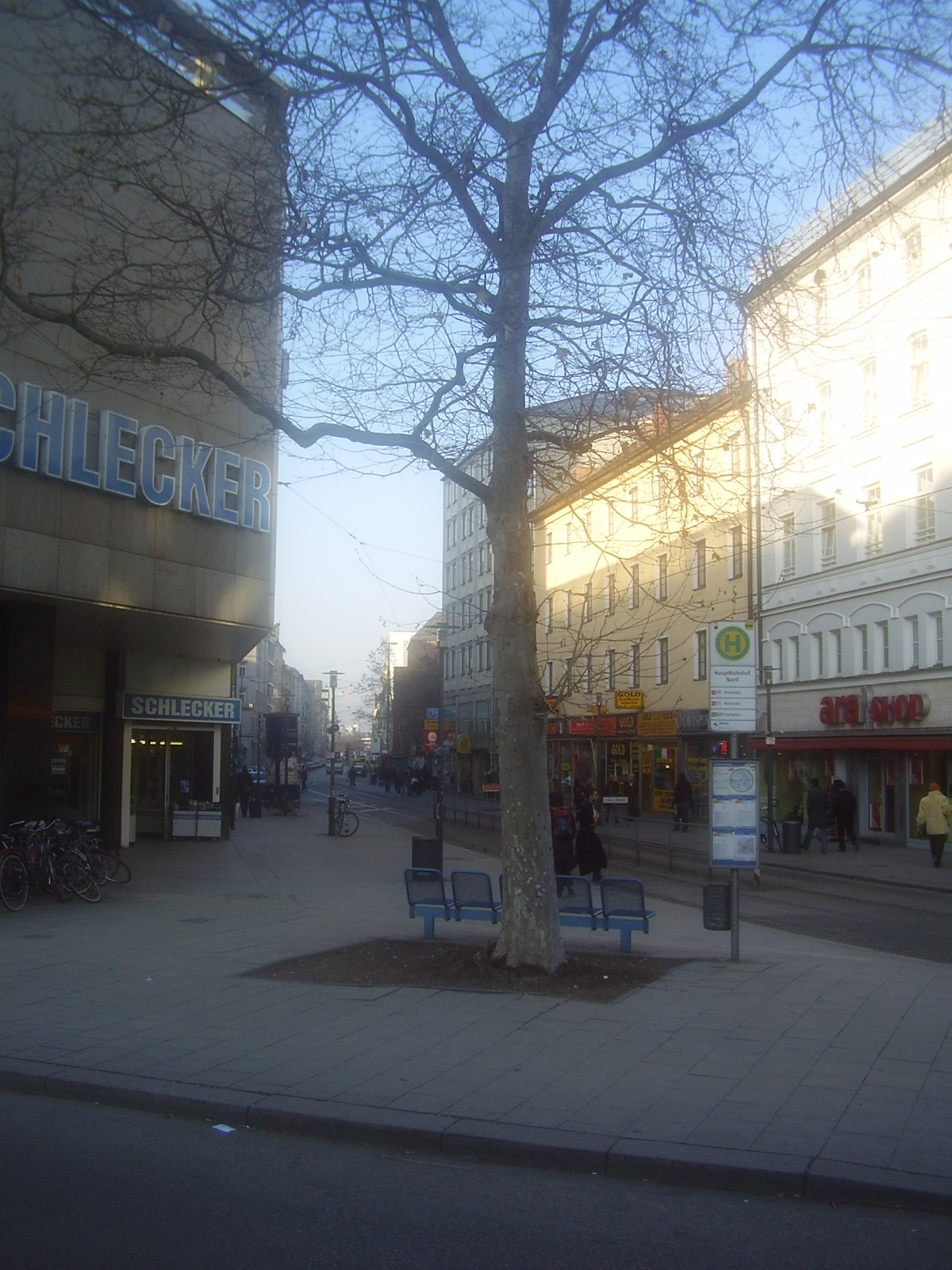
Beginn der Dachauer Straße im Stadtzentrum
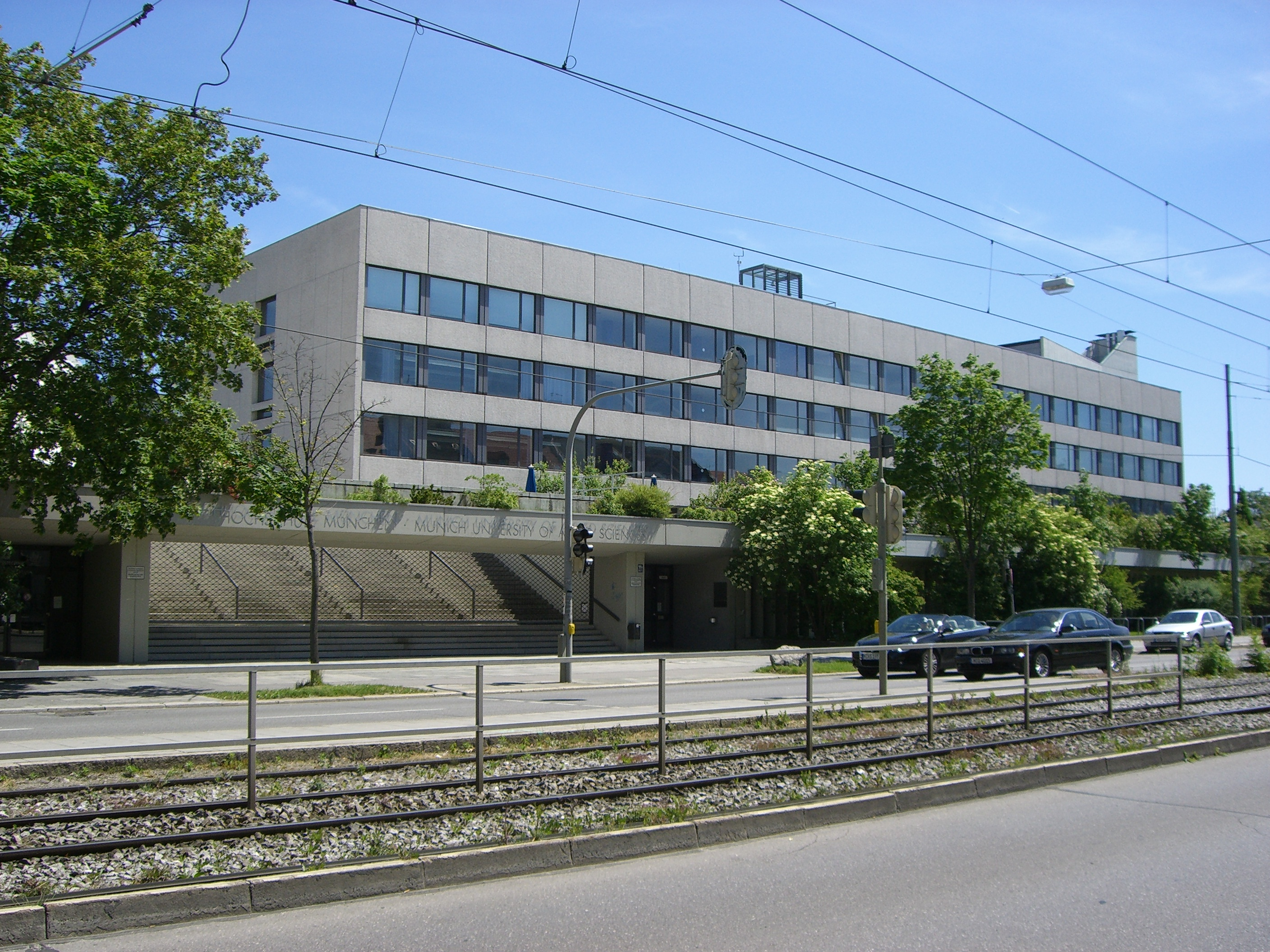
Die Dachauer Straße vor der Fakultät Maschinenbau, Fahrzeugtechnik, Flugzeugtechnik der FH München
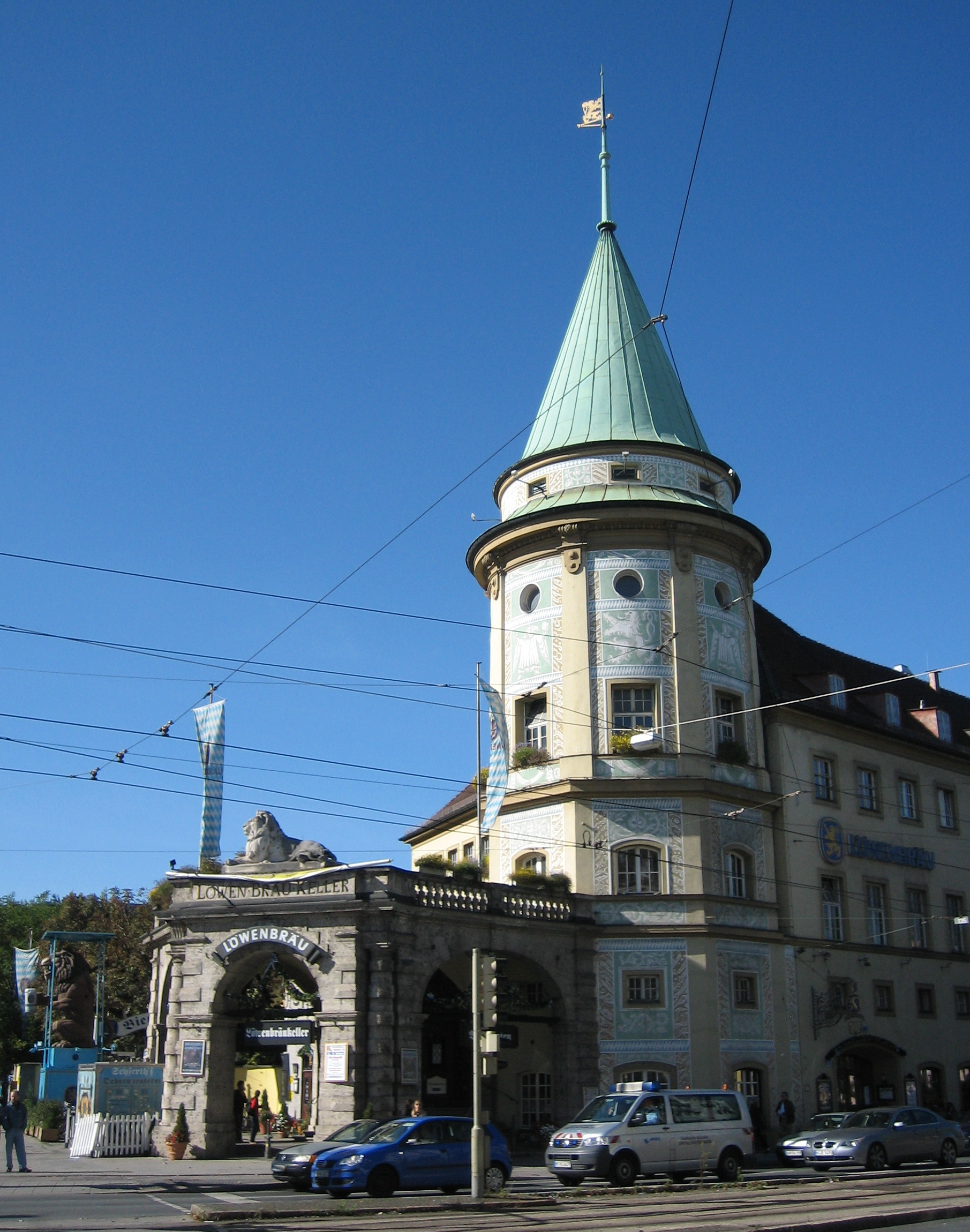
Löwenbräukeller
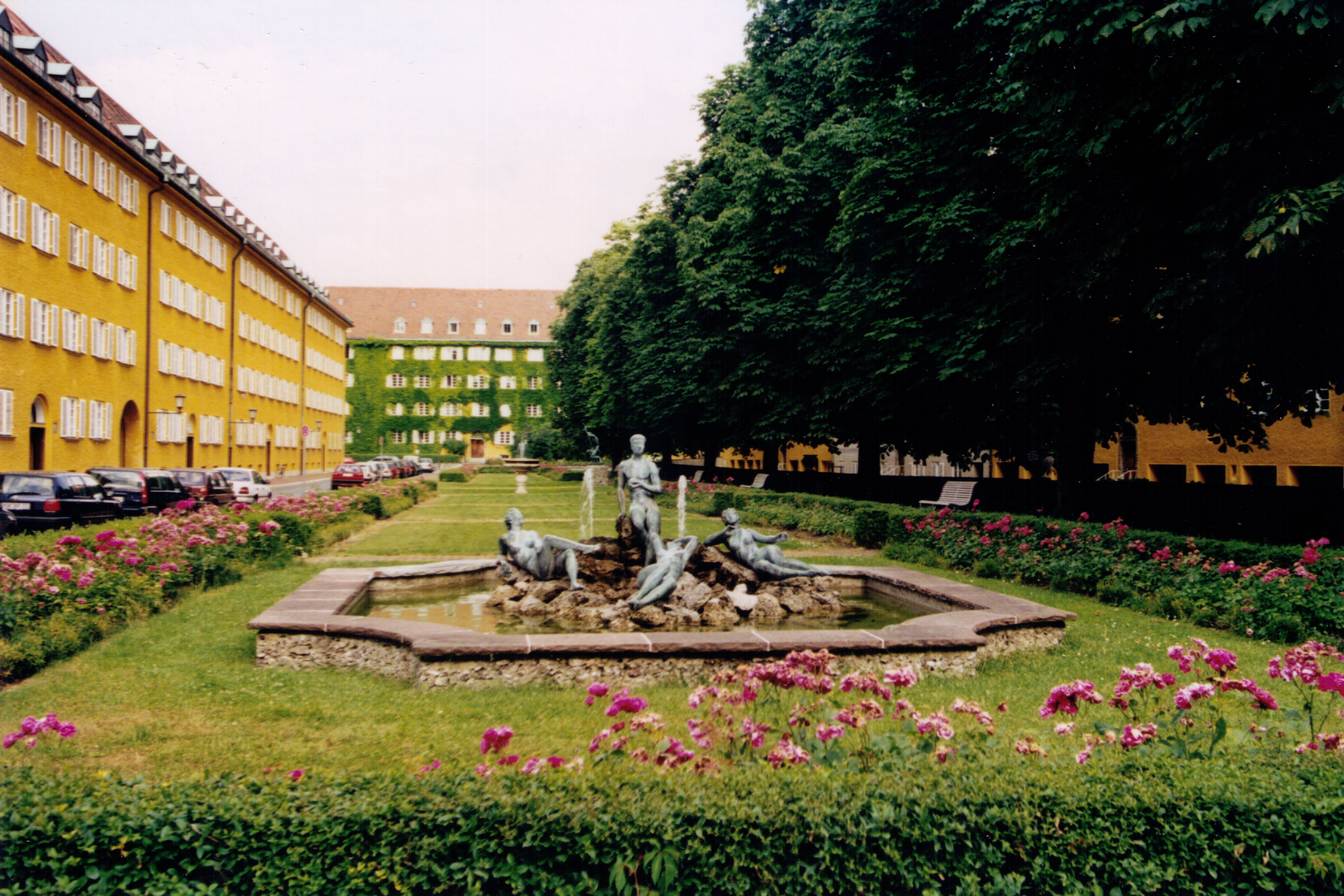
Borstei
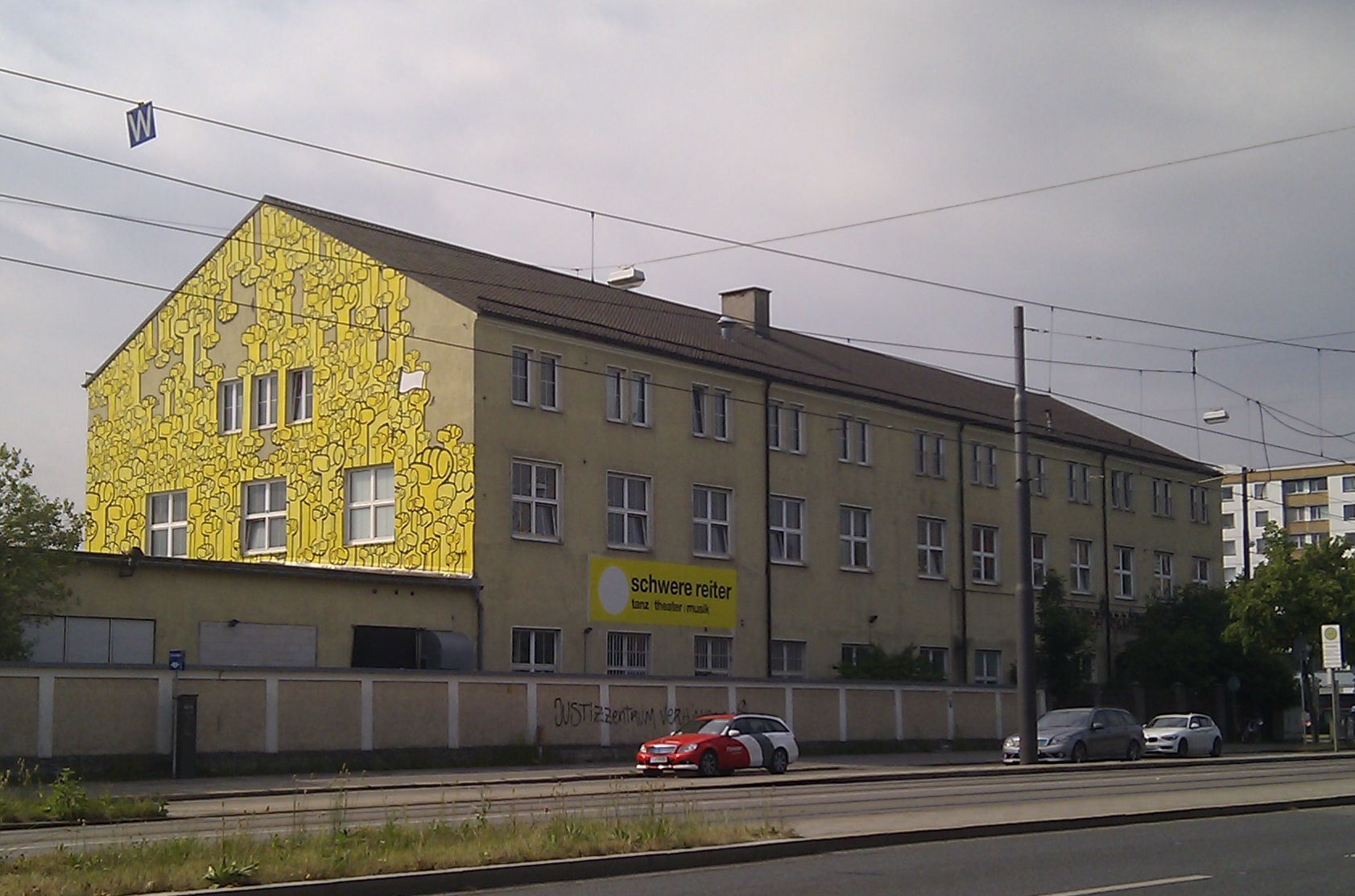
Schwere Reiter Theater
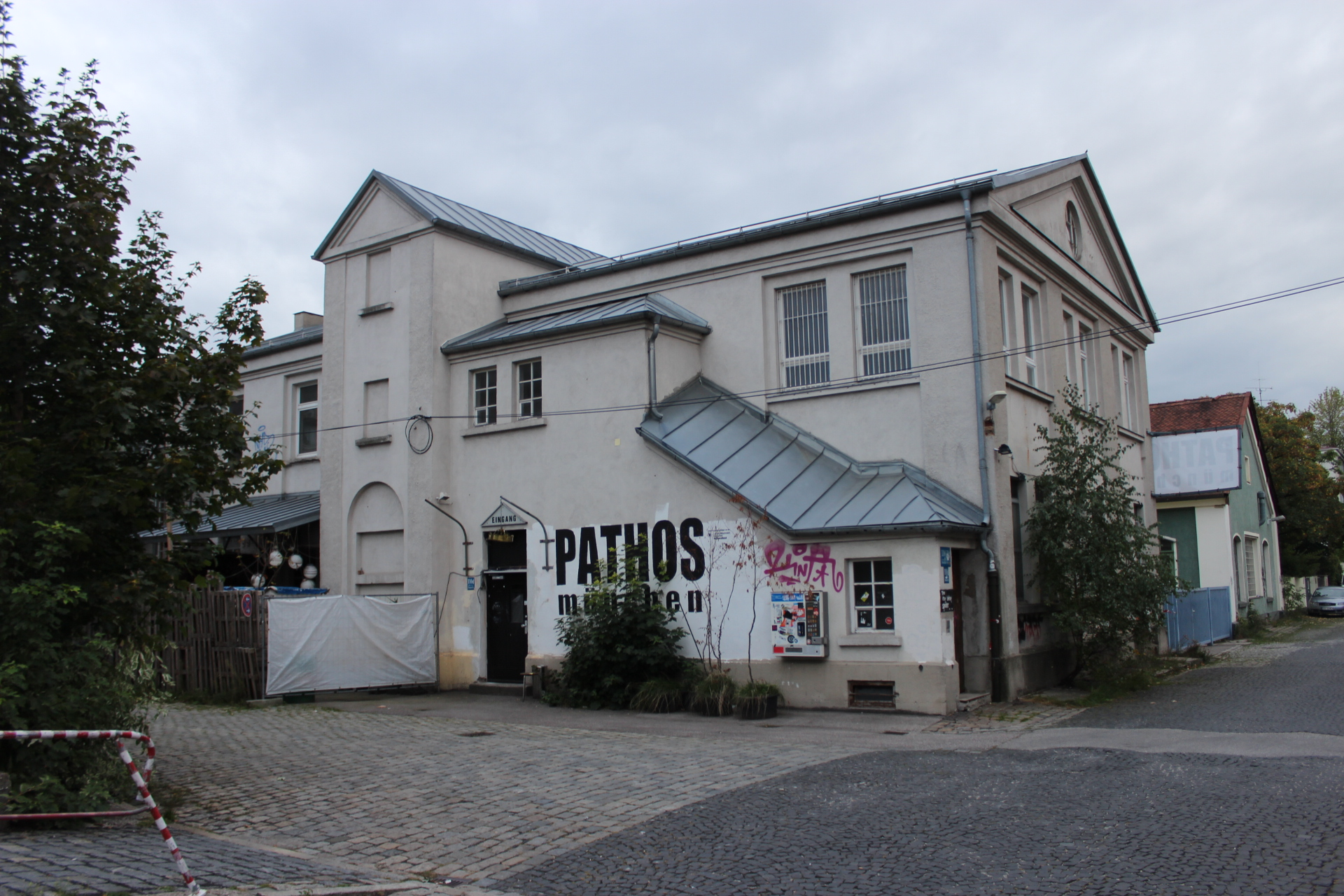
Pathos Theater
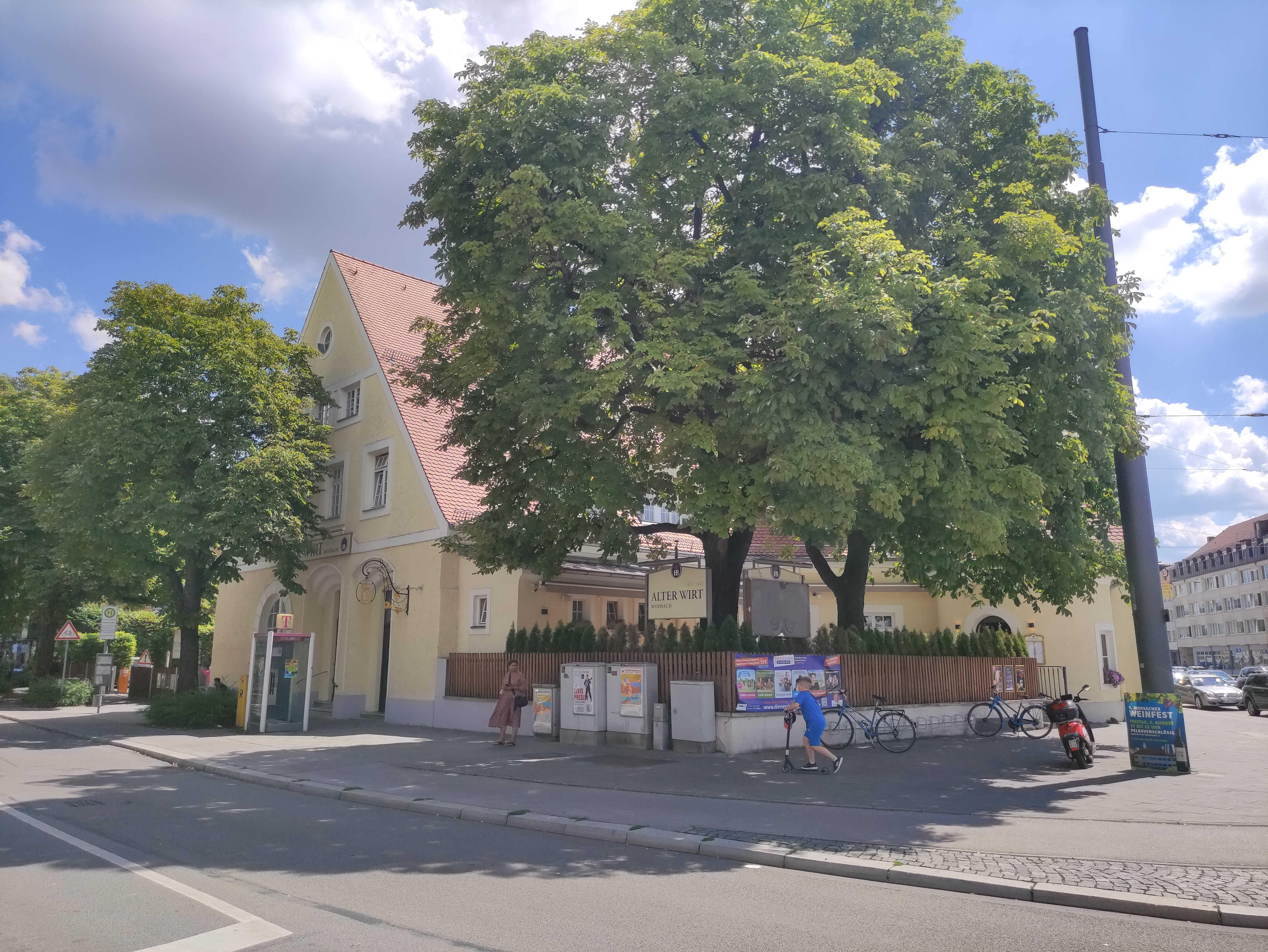
Dachauer Straße 274, Alter Wirt
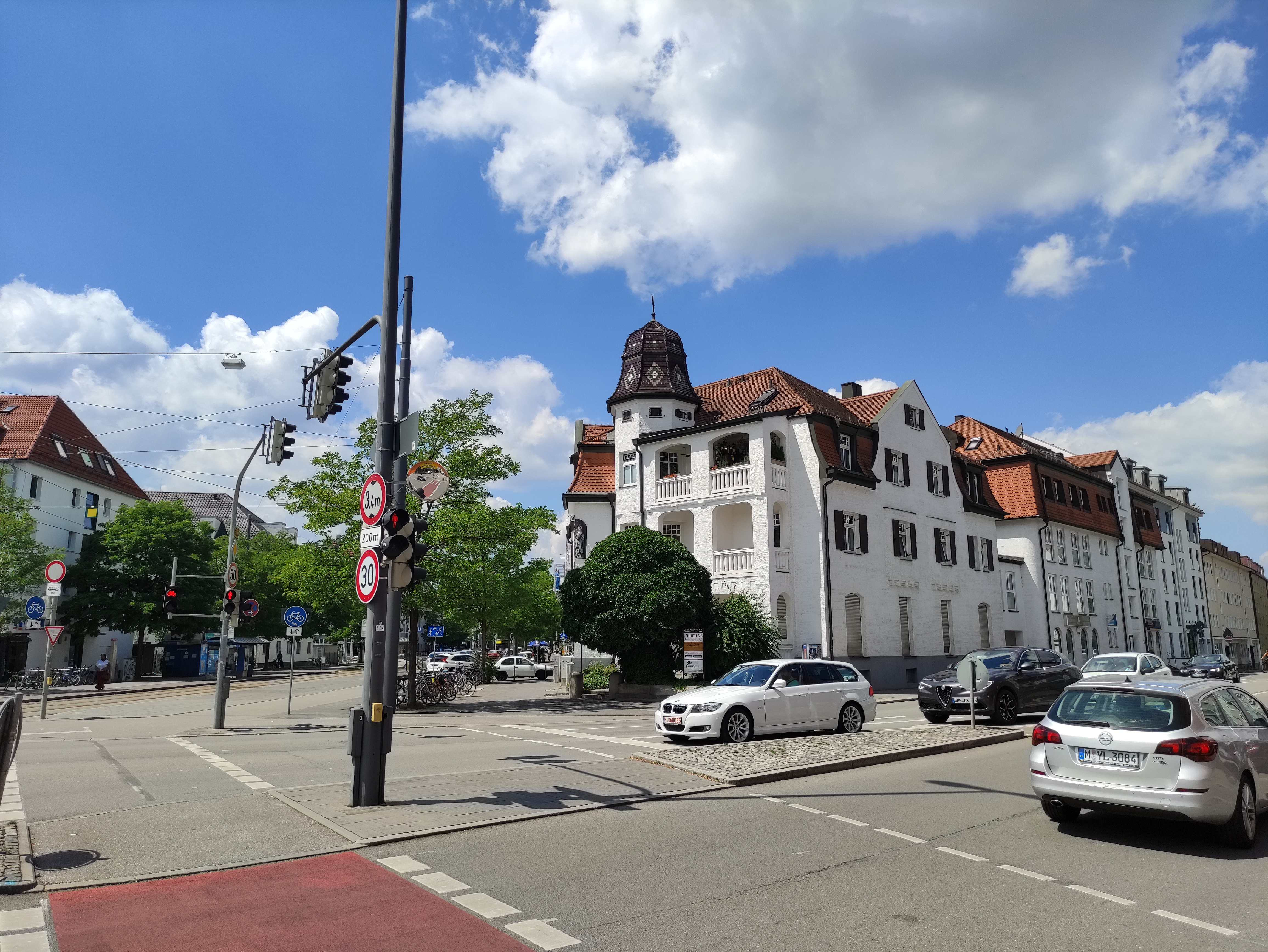
Dachauer Straße 431
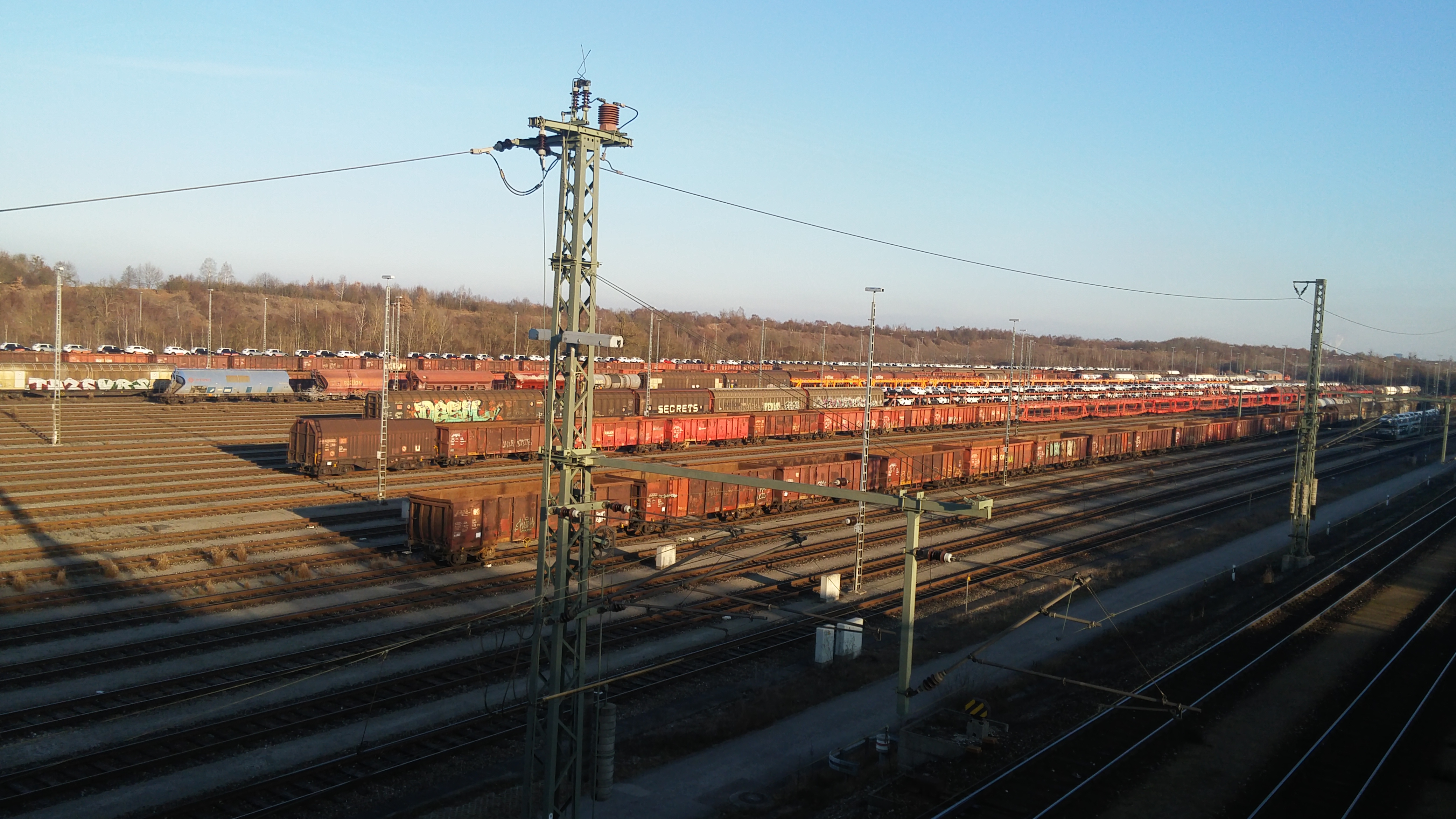
Blick von der Dachauer Straße aus auf den Rangierbahnhof

## Geschichte
Ab 1448 wurden alljährlich während der Jakobidult Pferderennen auf der Strecke vom Neuhauser Tor nach Feldmoching ausgetragen, weshalb die Strecke bis 1878 auch als „Rennweg“ geläufig war. Der in Stadtnähe gelegene Straßenteil trug im Mittelalter um 1660 die Bezeichnung Mosserstraße, abgeleitet von „Mossach“, da sie von München nach Moosach führte.
Die bauliche Erschließung des von der Altstadt abgelegeneren Gebietes begann mit der Errichtung mehrerer Kasernen der Bayerischen Armee mit zugehöriger Infrastruktur. So wurde die damals ländliche Umgebung von Neuhausen ab Mitte des 19. Jahrhunderts umgestaltet, was dem Viertel südlich des Übungsplatzareals Oberwiesenfeld und nördlich des Exerziergeländes Marsfeld den Namen „Kasernenviertel“ einbrachte und den Strukturwandel Neuhausens erheblich beschleunigte. Ab 1866 entstanden umfangreiche Werkstätten des königlichen Zeughauses entlang der Dachauer Straße; zeitweise waren dort mehr als 1.000 Arbeiter beschäftigt. Die letzte verbliebene Einrichtung mit militärischem Bezug ist das Bundeswehrverwaltungszentrum München. Es befindet sich auf dem Areal der ehemaligen Eisenbahnkaserne mit der Hausnummer 128.
1869 gründete Adele Spitzeder in der Dachauer Straße ihre Privatbank, die daher als Dachauer Banken bekannt wurde. Am 21. Oktober 1876 passierte die erste Münchner Pferdetram auf ihrer Strecke vom Promenadeplatz zur Nymphenburger Straße/Burgfriedensgrenze (Maillingerstraße) die Dachauer Straße zwischen Bahnhofplatz und Stiglmaierplatz. 1898 entstand westlich angrenzend der Westfriedhof. 1900 wurde die Trambahnstrecke von 1876 elektrifiziert. Auf der westlichen Seite gegenüber dem Bundeswehrverwaltungszentrum errichtete der Verein für Verbesserung der Wohnungsverhältnisse in München bereits vor dem Ersten Weltkrieg im Viertel Ebenau eine Kleinwohnanlage, die zu den frühen Beispielen des gemeinnützigen Wohnungsbaus in München zählt. 1905 wurde das heutige Heinz-Naumann-Haus (Hausnummer 25) von Michael Reifenstuel errichtet, das damals als Postwohnheim diente. Nachdem die früheren Gaswerke an der Thalkirchner Straße und am Kirchstein (heute Vogelweideplatz) mit dem wachsenden Gasbedarf der Stadt nicht mehr Schritt halten konnten, wurde 1906 mit dem Bau des Gaswerks Moosach begonnen, heute Hausnummer 148. Am 25. Juli 1909 wurde die neue Straßenbahnverbindung vom Stiglmaier- zum Leonrodplatz erstmals befahren. In der an der Dachauer Straße befindlichen Gaststätte „Zum Deutschen Reich“ veranstaltete die Deutsche Arbeiterpartei 1919 und 1920 Versammlungen mit Adolf Hitler als Redner. Zwischen 1924 und 1929 entstand nördlich des Mittleren Rings die Borstei. 1928 wurde in der Dachauer Straße 104 ein Betriebshof 5 für Trambahnen fertiggestellt, der nach Beseitigung der Kriegsschäden 1949 wieder in Betrieb genommen wurde und 1977 stillgelegt wurde. Nach Aufforderung des Reichsluftfahrtministeriums von 1936 entstand auf dem heutigen Werksgelände von MTU Aero Engines (Dachauer Straße 665) und MAN Nutzfahrzeuge (Dachauer Straße 667) ein weiteres BMW-Werk, das ab Mai 1942 den 801-Motor produzierte. Während der Zeit des Nationalsozialismus wurden über die Dachauer Straße unzählige sogenannte Schutzhäftlinge in das Konzentrationslager Dachau deportiert. Nach einem Bombenangriff der Alliierten im Jahr 1943 wurde das Gaswerk erheblich beschädigt. Die befohlene Sprengung des Werks konnte von der Werksleitung verhindert werden. Nach dem Krieg musste das Werk wegen der Kriegsschäden ein halbes Jahr lang stillgelegt werden. Nach der Umstellung der Gasversorgung auf Roherdgas erfolgte am 10. November 1975 die Schließung des Werks. 2008 wurden Teilabschnitte der Trambahngleise in der Dachauer Straße erneuert.
In der Straße befand sich auch der letzte Poststall der Stadt. Das ehemalige Postamt in der Dachauer Straße wurde von Franz Holzhammer errichtet. Weiterhin befindet sich in der Dachauer Straße 90 das Städtische Gesundheitsamt und der Blutspendedienst der Städtischen Klinikum München GmbH. In den ehemaligen Gebäuden der Polizeifahrschule ist seit einigen Jahren die Abteilung Stadtmitte der Feuerwehr München provisorisch untergebracht.

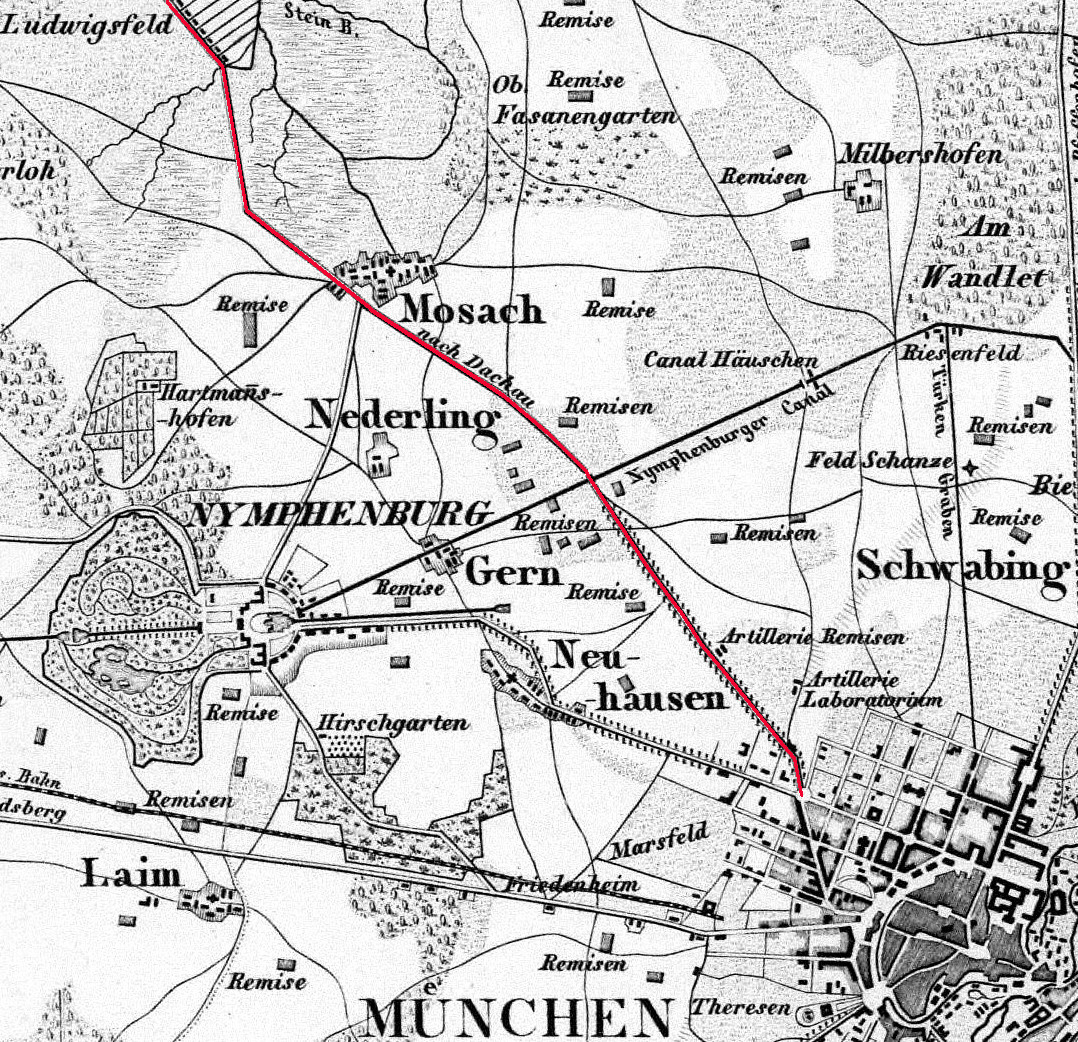
Straße vom Stiglmaierplatz Richtung Dachau 1856
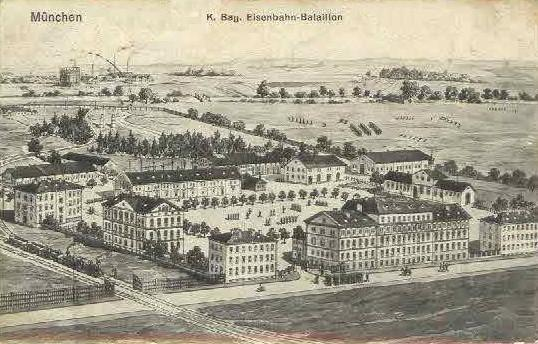
Links im Bild die Eisenbahngleise vor der Eisenbahnkaserne, wo heute der östliche Fahrstreifen der mittlerweile ausgebauten Dachauer Straße verläuft

## Bildungseinrichtungen
1951 wurde für die Kinder des Ludwigsfelder Lagers eine Volksschule an der Dachauer Straße errichtet und 1963 mit der Hausnummer 98 eine Grundschule. Zudem befindet sich in der Dachauer Straße 5 das Münchner Bildungswerk und in der Dachauer Straße 98b die Fakultät Maschinenbau, Fahrzeugtechnik, Flugzeugtechnik der Hochschule für angewandte Wissenschaften München. Im anliegenden Kreativquartier liegt das Munich Urban Colab.

## Kultur
Im Bereich der Gastronomie befindet sich außer dem Löwenbräukeller am Stiglmaierplatz eines der ältesten Gasthäuser Münchens mit der Bezeichnung „Alter Wirt“ in Moosach, das bereits 1442 erstmals als Täfernhaus urkundlich Erwähnung fand. 1906 ließ Carl Gabriel an der Dachauer Straße unter dem Namen „The American Bio.-Cie.“ das erste Lichtspielhaus Münchens errichten, das heute nach mehreren Umbauten und Renovierung noch unter dem Namen Gabriel Filmtheater bis 2019 existierte. Noch nach dem Ersten Weltkrieg befand sich gegenüber der Einmündung der Augustenstraße das Apollo-Theater (Hausnummern 19/21). Der Schauspieler Karl Valentin trat auf der Bühne beim „Baderwirt“ unter dem Namen „Skelett-Giggerl“ auf. Seit Anfang der 1980er Jahre befindet sich das zuvor in der Leopoldstraße untergebrachte Münchner Theater für Kinder im Gebäude des früheren Regina-Lichtspielhauses in der Dachauer Straße 46 und 1982 wurde das Pathos Transport Theater an der Dachauer Straße 110 d gegründet. In den 1980er Jahren wurden Teile der aufgegebenen Militärliegenschaften in der Dachauer Straße 128, auf denen heute eine Wohnsiedlung und Bürobauten stehen, unter den Bezeichnungen ETA- und Negerhalle für Theater- und Veranstaltungszwecke genutzt. Dort, wo sich noch vor dem Zweiten Weltkrieg die Artillerie-Werkstätten befanden, befand sich bis zum Abschluss der Sanierungsmaßnahmen des Hauptgebäudes in der Jutierhalle (Hausnr. 110) eine Schauspielstätte der Münchner Kammerspiele. Eine umgebaute Industriehalle der Stadtwerke München (Nr. 114) ist als Abbruchobjekt eingestuft und wird nur provisorisch intakt gehalten. Von Frühjahr 2003 bis Anfang 2010 waren die Veranstaltungstechnik des Kulturreferates und Räume der Akademie der Bildenden Künste im gleichen Anwesen in der Dachauer Straße 114 untergebracht. Dort befindet sich heute das Schwere Reiter (Theater).

## Politik
Im März 2024 hat die Süddeutsche Zeitung mehrere Vernetzungstreffen von Rechtsradikalen, Verschwörungsideologen und Pandemieleugnern aus den Jahren 2023 und 2024 einem größeren Publikum bekannt gemacht. Diese Treffen haben stattgefunden in der Eventlocation „Weitblick“ in der Büroimmobilie „Sapporobogen“ der Branicks Group AG an der Ecke Dachauer Straße / Sapporobogen.

## Trivia
- Karl Valentin stellte während der Zeit des Nationalsozialismus die ironische Frage, was wohl die längste Straße sei, und beantwortete diese mit „Die Dachauer Straße natürlich, da viele hinausfahren und kaum einer zurückkommt – aus dem Konzentrationslager“.[28]
- An der Ecke Lampadiusstraße befindet sich heute noch ein originales Straßennamenschild in Frakturschrift.